# En la noche de los tiempos
La sombra de otro tiempo (The Shadow Out of Time en inglés) es una novela corta de horror cósmico y ciencia fantástica escrita por H. P. Lovecraft entre finales de 1934 y principios de 1935. Fue publicada por primera vez en la revista literaria Astounding Stories en junio de 1936, el año anterior a la muerte del escritor.
Es considerado uno de los ocho relatos fundamentales dentro de los llamados Mitos de Cthulhu. En él se mezclan paradójicamente el deseo y el terror, y ejemplifica perfectamente la tesis de Sigmund Freud respecto a que lo siniestro es aquello que alguna vez fue conocido y ahora yace reprimido.

## Argumento
Narra en primera persona la historia de Nathaniel Wingate Peaslee, un profesor de Economía de la Universidad de Miskatonic, que entre 1908 y 1913 sufre una inexplicable amnesia y trastorno de la personalidad, cuyo trasfondo tratará de descubrir a pesar de las cosas terribles que pueda averiguar. Las personas más allegadas a él lo abandonan, debido al extraño comportamiento que desarrolla durante los cinco años de amnesia, excepto su hijo, Wingate Peaslee, a quien más tarde confiará a través de una carta todos los detalles de la historia que va desenterrando acerca de lo sucedido. Luego de haberse recuperado, extraños sueños lo acosan noche tras noche y cada vez lo atormentan más.
Los sueños se vuelven cada vez más nítidos y aterradores y descubre la razón de sus gritos al despertar: la existencia en el pasado de una raza de extraños alienígenas, la Gran Raza, que desaparecieron de la Tierra hace eones debido a la venganza de los  Antiguos que los Yith habían encerrado bajo la superficie de su avanzada civilización. Algunos miembros de la Gran Raza tenían la capacidad de mover su mente por el tiempo y el espacio. Consiguieron de esta forma recopilar el conocimiento de cuantas civilizaciones habían existido y existirían en el universo conocido, incluida la humana. De igual forma, el viaje astral les permitiría vivir eternamente en cualquier lugar del Universo. Nathaniel se siente sobrecogido por la posibilidad de que su mente hubiera sido trasladada al pasado de la Gran Raza mientras una mente Yith ocupaba su cuerpo para aprender de su sociedad. Estos pensamientos se van aclarando conforme sus sueños se van haciendo más claros y es capaz de ver la enorme biblioteca y archivo de la civilización Yith; sin embargo, no cree en ellos más que como ilusiones.
Nathaniel concuerda con la opinión de los psicólogos, que creen que sufrió un trastorno mental y que sus visiones son pseudorrecuerdos, engañosos productos de su mente que llena el vacío provocado por esos años en blanco. Los sueños cada vez son más reales y, en un intento de tranquilizar su mente, investiga sobre lo sucedido; sin embargo, sus descubrimientos lo aterran aún más. Diversos casos semejantes al suyo han ocurrido repetidamente a lo largo de la historia, a veces una sola vez en un siglo, a veces dos, a veces ninguno. Empieza a pensar con horror que sus sueños no pueden ser fruto de su imaginación errática, pues los casos documentados coinciden en diversos detalles y en sustancia con los suyos. 
Para aclarar el asunto, sigue los pasos y realiza los extraños viajes que realizó aquella personalidad patológica. En recónditas bibliotecas y tras consultar al personal, descubre que leyó antiguos libros oscuros relacionados con antiguos mitos sobre monstruosos seres primigenios y cultos esotéricos. Esto lo tranquiliza, pues a pesar del horror de sus sueños, existe una explicación razonable para todo: sus extrañas lecturas fueron la fuente de inspiración de sus sueños y, puesto que en el pasado los Mitos eran muy comunes, también lo fue de los otros enfermos.
Años después de haber sobrellevado sus temores y haber enterrado sus sueños, recibe una carta desde Australia, donde al parecer se han encontrado misteriosos restos con grabados curvilíneos como los que describió periódicamente en una revista de psicología. El arqueólogo le propone realizar la empresa de excavar las arenas si dispone de recursos y obreros para realizarlos, pues los indígenas de la zona temen supersticiones relacionadas con funestas ventiscas húmedas que surgen de supuestas cuevas subterráneas. El profesor Peaslee, acompañado de su hijo, viaja hasta el país oceánico para descubrir de una vez por todas el origen de los Mitos y qué hay detrás de toda esta locura que lo acosa sin tregua.